# داگلاس سیرک
داگلاس سیرک (آلمانی: Douglas Sirk؛ ‏ ۲۶ آوریل ۱۸۹۷ – ۱۴ ژانویهٔ ۱۹۸۷) کارگردان اهل آلمان بود. او بین سال‌های ۱۹۳۴ تا ۱۹۷۹ میلادی، فعالیت می‌کرد.
او بعد از تحصیل در دانشگاه‌های هامبورگ، کپنهاگ و مونیخ کار سینما را در استودیوی «اوفا» ی برلین در مقام هنرپیشه، نویسنده، تهیه‌کننده و دستیار کارگردان آغاز می‌کند. برای مجلات مقاله می‌نویسد تا اینکه فیلمش «آوریل، آوریل» را در ۱۹۳۵ برای «اوفا» می‌سازد و تا پایان دهه سی، در مقام کارگردان، نویسنده و بازیگر کارش را در این شرکت ادامه می‌دهد. سیرک قبل از آنکه در سال ۱۹۴۴ به هالیوود برود بیش از ۱۵ فیلم در آلمان می‌سازد. وی در کشورهای مختلف نیز فیلم‌هایی ساخت. دوران فعالیت داگلاس سیرک در هالیوود از ۱۹۴۳ تا ۱۹۵۹ بیشتر در یونیورسال انجام می‌گیرد. او در آمریکا بیش از ۱۸ فیلم می‌سازد که بهترین آنها زمانی برای عشق ورزیدن و زمانی برای مردن بود که آخرین این فیلمساز نیز هست. بعد از نمایش این فیلم در ۱۹۵۸ داگلاس سیرک پس از بیماری سخت، از کار سینما کناره می‌گیرد و به آلمان بازمی‌گردد. پس از آن در تئاترهای آلمان و سوئیس کارش را دنبال می‌کند تا اینکه در سال ۱۹۸۷ چشم از جهان فرومی‌بندد.

## بخشی از فیلمشناسی
- مجنون هیتلر (۱۹۴۳)
- کسی دختر مرا دیده؟ (۱۹۵۲)
- جایی برای داماد نیست (۱۹۵۲)
- وسواس باشکوه (۱۹۵۴)
- هر چه خدا می‌خواهد (۱۹۵۵)
- بر باد نوشته (۱۹۵۶)
- زمانی برای عشق ورزیدن و زمانی برای مردن (۱۹۵۸)
- تقلید زندگی (۱۹۵۹)